# Jan Lehtola
Jan Lehtola (Tampere, 1972) is een Fins organist.
Hij studeerde bij Matti Hannula en Olli Porthan. Hij zette zijn studie voort aan de Sibeliusacademie en studeerde daar in 1998 af op het onderdeel Kerkmuziek. Verder nam hij ook lessen in Nederland (bij Jacques van Oortmerssen), Duitsland en Frankrijk. 
Hij treedt zowel als solist op als met orkesten, doch met name binnen Finland. Zijn debuut vond plaats in 2000 aan diezelfde Sibeliusacademie. Daarbij beslaat zijn repertoire eigenlijk alle orgelmuziek van een klassieke orgelcomponist als Johann Sebastian Bach tot een hedendaagse componist als Kalevi Aho. In zijn discografie zijn voorts werken te vinden van Charles-Marie Widor, Camille Saint-Saëns en Oskar Merikanto. Over die laatste Finse componist en zijn invloed op de Finse muziek schreef Lehtola een dissertatie. Hij is de laatste jaren ook docent aan de academie. In 2014 was hij te horen in het Orgelpark te Amsterdam.
Hij was voorts artistiek leider en voorzitter van de orgelvereniging Organo Novo. 
- Bibliothèque nationale de France: cb170745556 (data)
- Gemeinsame Normdatei: 135446287
- International Standard Name Identifier: 0000 0000 5671 4150
- Library of Congress Control Number: no2003094949
- MusicBrainz: a2572f65-fdf0-4221-88db-f3ca33e8cca1
- Nationale Bibliotheek van Tsjechië: xx0148549
- Nationale Bibliotheek van Israël: 987007317736005171
- Virtual International Authority File: 80189088
- WorldCat: E39PBJqfGCvpWfYfWdhqf7cdcP